# Ningjin (häradshuvudort i Kina, Shandong Sheng, lat 36,99, long 122,50)
Ningjin (kinesiska: 宁津, 宁津街道, 宁津镇) är en häradshuvudort i Kina. Den ligger i provinsen Shandong, i den östra delen av landet, omkring 490 kilometer öster om provinshuvudstaden Jinan. Antalet invånare är 22 017. Befolkningen består av 11 210 kvinnor och 10 807 män. Barn under 15 år utgör 8,0 %, vuxna 15-64 år 73 %, och äldre över 65 år 18,0 %.
Närmaste större samhälle är Yatou, 19,7 km norr om Ningjin. Trakten runt Ningjin består i huvudsak av gräsmarker.
Genomsnittlig årsnederbörd är 841 millimeter. Den regnigaste månaden är augusti, med i genomsnitt 186 mm nederbörd, och den torraste är februari, med 15 mm nederbörd.